# NGC 3115
NGC 3115 (C 53, nota anche come Galassia Fuso, dall'inglese Spindle Galaxy) è una galassia lenticolare di tipo S0 situata nella costellazione del Sestante. La galassia è stata scoperta da William Herschel il 22 febbraio 1787. Si trova a circa 32 milioni di anni luce di distanza dalla terra ed è più grande della nostra Via Lattea.

## Il buco nero
Nel 1992, John Kormendy della Università delle Hawaii e Douglas Richstone della University of Michigan hanno annunciato che era stato osservato un buco nero supermassiccio all'interno della galassia. Fu uno dei più grandi trovati in quel momento (2 miliardi di volte la massa del Sole).